# Epifenomen
Epifenomen — w znaczeniu słownikowym zjawisko (fenomen) wtórne, współwystępujące ze zjawiskiem podstawowym, lecz nie wywierające istotnego wpływu na jego przebieg. Jako termin teoretyczny obecny początkowo głównie w medycynie, współcześnie posługuje się nim epifenomenalizm, stanowisko w filozofii umysłu. 

## Sens słownikowy i etymologia
Przykładem epifenomenu w sensie słownikowym może być błysk światła podczas wyładowania atmosferycznego, który jest epifenomenem przepływu prądu elektrycznego między chmurami a powierzchnią ziemi. W znaczeniu słownikowym mieszczą się także epifenomeny w sensie medycznym (takie objawy towarzyszącego chorobie, który nie warunkują jej przyczynowo) oraz (zapewne wywiedzione ze znaczenia medycznego) epifenomeny w sensie filozoficznym.
Według Władysława Kopalińskiego słowo "epifenomen" pochodzi od późnołacińskiego epiphania, wywodzącego się poprzez grecki rzeczownik epipháneia (ukazanie się, por. epifania) od czasownika epiphaínein (ukazywać się, złożenie epi- i phaínein). Podobna jest etymologia słowa "fenomen" (także od czasownika phaínein pochodzi słowo phainómenon — zjawiający się, widoczny).

## Pochodzenie terminu
Jako termin teoretyczny poza językiem potocznym pojęcie "epifenomenu" obecne jest współcześnie głównie w filozofii umysłu, w której posługuje się nim jedno z obecnych w niej stanowisk — epifenomenalizm. Nie jest całkowicie jasne, jak ukształtowało się słownikowe i filozoficzne znaczenie terminu "epifenomen", w XIX wieku posługiwały się nim nauki medyczne. Według Williama Robinsona, który w artykule Epiphenomenalism zamieszcza notę historyczną dotyczącą terminów "epifenomenalizm" i "epifenomen" (jako uzupełnienie do wcześniejszej wersji artykułu), z ich pochodzeniem i zaistnieniem w filozofii umysłu i psychologii wiążą się pewne niejasności .
Początkowo pewne stanowiska znane dziś jako "epifenomenalizm" określano jako "automatyzm" czy też "teoria świadomego automatu". Wydaje się, że do filozofii i psychologii termin "epifenomenalizm" wprowadził William James w Zasadach psychologii (The Principles of Psychology, 1890), który wprawdzie użył go tylko raz, poza tym posługując się terminami dawniejszymi. Być może James przejął go z medycyny — w wieku XIX w medycynie posługiwano się terminem "epifenomen" na określenie takiego objawu towarzyszącego chorobie, który nie warunkuje jej przyczynowo.
Liczne opracowania, w tym pochodzących z początku XX wieku (np. artykuł Psychology w Encyclopedia Britannica, 1902) podają, że terminem "epifenomen" posługiwał się wyrażający poglądy mieszczące się w obrębie epifenomenalizmu Thomas Henry Huxley, czy też nawet, że wprowadził on do filozofii sam termin "epifenomenalizm" (np. W. McDougall, Body and Mind. A History and Defense of Animism, 1911). William Robinson nie odnalazł jednak owych terminów ani w poświęconej tym zagadnieniom pracy Huxleya z 1874, ani w ogóle w żadnych jego pracach. Istnieje wiele późnodziewiętnastowiecznych prac filozoficznych jasno wyrażających stanowisko epifenomenologiczne, żadna z nich jednak (prócz Jamesa) nie posługuje się terminem "epifenomenalizm". 
Robinson konkluduje, że wprowadzenie terminu należy wiązać z Jamesem, który jednak używa go tylko raz i przygodnie, odwołując się przy tym do medycznego znaczenia terminu. Jeszcze słowniki wczesnodwudziestowieczne podają jedynie znaczenie medyczne. Termin "epifenomenalizm" rozpowszechnił się w filozofii szeroko w połowie XX wieku, wtedy to słowniki umieszczają już znaczenie filozoficzne jako znaczenie główne. Ostatecznie jest więc prawdopodobne, ale nie pewne, że termin upowszechnił się pod wpływem Williama Jamesa, który przejął go z medycyny, błędny jest natomiast rozpowszechniony pogląd przypisujący jego wprowadzenie Huxleyowi.

## Znaczenie filozoficzne
Pojęcie epifenomenu w filozofii obecne jest na gruncie epifenomenalizmu, stanowiska w filozofii umysłu, według którego zdarzenia o charakterze mentalnym stanowią epifenomeny zdarzeń o charakterze fizjologicznym, w szczególności neurologicznym. Jako epifenomeny zdarzenia mentalne nie mają charakteru przyczynowego (nie stanowią ani przyczyny zdarzeń fizjologicznych czy zewnętrznych, ani przyczyny innych zdarzeń mentalnych). Przyczynami samych zdarzeń mentalnych są natomiast wyłącznie zdarzenia fizjologiczne, które przy tym w pewnych wersjach epifenomenalizmu posiadać mogą obok fizjologicznej także charakterystykę mentalną.